# Brewerton
Bridgeport statisztikai település az USA New York államában, Onondaga és Oswego megyében. Lakosainak száma 3907 fő (2020. április 1.).

## Népesség
A település népességének változása:

| 2010 | 4 029 |
| 2020 | 3 907 |